# Vvedenskoje Kirkegård
Vvedenskoje Kirkegård (russisk: Введенское кладбище) er en historisk kirkegård i distriktet Lefortov distrikt i Moskva i Rusland.
Indtil 1918 var kirkegården hovedsagelig gravplads for de katolske og protestantiske samfund i byen, hovedsageligt etniske tyskere, og blev derfor også kaldt Den tyske kirkegård. Efter 1918 blev kirkegården sekulæriseret og accepterede døde af alle bekendelser, herunder ortodokse. Gennem sin historie har den også været flittigt brugt som militærkirkegård. Vvedenskoje Kirkegård er placeret på en 20 hektar stor grund.

## Oprindelse
Omkring årsskiftet mellem 1771 og 1772 udstedte den russiske kejserinde Katarina den Store et dekret, der fastslog, at der fra dekretets afsigelse ikke længere var tilladt nogen person - uanset social status eller oprindelse - at blive begravet i kirkernes krypter eller tæt ved kirkerne. Nye kirkegårde skulle bygges over hele det russiske imperium og fra da af skulle de alle ligge uden for byernes grænser. En af årsagerne til dekretets udstedelse af overbelægning i kirkernes krypter og kirkegårde, men hovedårsagen var ønsket om at undgå yderligere udbrud af smitsomme sygdomme, især den sorte død, som havde ført til pesturolighederne i Moskva i 1771.
Da Vvedenskoje Kirkegård blev etableret i begyndelsen af 1770'erne, blev en ældre tysk kirkegård fra det 16. århundrede indlemmet i den. Denne ældre kirkegård lå i nærheden af det tyske kvarter på den modsatte bred af Jauza-floden, der traditionelt havde været benyttet af det tyske lutherske samfund og andre vestlige kristne trosretninger. Ud over det tyske samfund var på kirkegården også begravet flere engelske, polske og italienske døde.
Usædvanligt for russiske kirkegårde blev nogle grave, især af polsk adel, sat op som selvstændige krypter med kapeller; disse er nu i en forfalden tilstand. De fleste grave er dog almindelige gravsten eller kors; traditionelle russiske sarkofag-grave fra denne periode er sjældne og tilhører normalt ortodokse døde, oprindeligt begravet andetsteds og senere flyttet til Vvedenskoje.

## Anvendelse
Da kirkegården er beliggende nær militærforlægninger ved Lefortovo, Preobrasjenskoje og Semjonovskoje, blev kirkegården et ofte benyttet gravsted for døde militærfolk, russiske soldater og udenlandske krigsfanget. I 1889 rejste det franske udenrigsministerium en obelisk ved massegraven for de døde soldater fra Grande Armée, der omkom under Napoleons felttog i Rusland i 1812–1813. Under 1. verdenskrig blev omkomne tyske og østrig-ungarske soldater ligeledes begravet på kirkegården
Efter den russiske revolution blev kirkegården sekulariseret og nye ikke-kristne gravsteder blev fra 1918 etableret blandt de ældre, uplejede gravsteder. Som følge heraf er de historiske grave i dag spredt blandt størstedelen af gravene efter 1918. Under Anden Verdenskrig blev mange soldater, der døde på de nærliggende militærhospitaler ved Lefortovo begravet på kirkegården. Kirkegården anvendes stadig.